# Le Roi de Patagonie
Pour plus de détails, voir Fiche technique et Distribution.
Le Roi de Patagonie est une mini-série télévisée française de Georges Campana et Stéphane Kurc diffusée en 1990. Elle est adaptée du roman de Jean Raspail, Moi, Antoine de Tounens, roi de Patagonie paru en 1981.

## Synopsis
L'histoire improbable d'Antoine de Tounens (1825-1878), fils de paysan né en Dordogne et qui a régné de 1860 à 1862 sur le royaume d'Araucanie et de Patagonie sous le nom d'Orélie-Antoine Ier.

## Fiche technique
- Titre : Le Roi de Patagonie
- Réalisation : Georges Campana et Stéphane Kurc
- Scénario : Robin Chapman et Jacques Gary d'après le roman de Jean Raspail, Moi, Antoine de Tounens, roi de Patagonie (1981)
- Musique : Raymond Alessandrini
- Décors : Aldo Guglielmone, Luis Diego Pedreira, Patricia Pernia
- Costumes : Beatriz Di Benedetto
- Photographie : Hugo Colace
- Montage : Babeth Si Ramdane
- Sociétés de production : France 3, Instituto Nacional de Cine y Artes Audiovisuales (INCAA), La Sept, Le Sabre, Taurus Films
- Pays de production :  France /  Argentine
- Langues : français, espagnol
- Format : couleur - 35 mm - 1,33:1 - son mono
- Nombre d'épisodes : 4
- Durée : 210 minutes (52 x 4)
- Genre : Drame historique
- Dates de première diffusion  :
- France : 3 janvier 1990 (France 3)

## Distribution
- Frédéric van den Driessche : Antoine de Tounens
- Omar Sharif : le consul d'Aninot
- Federico Luppi : le général Saavedra
- Carla Gravina : Louise d'Aninot
- Julio Chávez : Pikkendorf
- Paolo Bonacelli :  Planchu

## Autour du film
Un autre film a été réalisé sur le même sujet : Le Film du roi (La pellicula del rey), comédie du réalisateur argentin Carlos Sorín sortie en 1986.